# 川島町立中山小学校
川島町立中山小学校（かわじまちょうりつ なかやましょうがっこう）は、埼玉県比企郡川島町中山にある公立小学校である。

## 学校沿革の概要
- 明治 ６年 興風学校開校 児童６７名 教員４名
- ２２年 中山学校と改称
- ２５年 中山村立中山尋常小学校と改称
- 昭和 １６年 中山国民学校と改称 １５学級 児童５６０名
- ２９年 町村合併により川島村立中山小学校と改称
- ３４年 校旗、校歌制定
- ４０年 プール完成
- ４３年 県及び郡より「保健優良校」として受賞
- ４７年 町制施行により川島町立中山小学校と改称
- ５４年 中山小学校校舎改築、屋内運動場新築落成
- ５６年 中山小学校陣屋跡地の整備並びに記念碑建立
- 平成 元年 八幡団地住宅建築により児童８０余名転入 児童７２６名
- １１年 大規模改修耐震工事
- １７年 県教委指定彩の国パイオニアスクール
- １８年 校庭西・体育館側防球ネット設置
- ２１年 電子黒板等のデジタル機器導入
- ２２年 太陽光発電設備設置
- ２３年 普通教室エアコン設置
- ２５年 体育館非構造部材耐震化工事 滑り台設置
- ２６年 校舎非構造部材耐震化工事
- ２８年 タブレットＰＣ導入
- ３０年 トイレ改修（洋式化）工事
- 令和 ２年 校庭大規模改修 　ＧＩＧＡスクール構想１人１台端末導入

## アクセス
東武バス「上中山」バス停から徒歩数分

## 校歌
作詞：勝承夫、作曲：下総皖一で二部合唱曲である。
「みどりかがやく」で始まり、「あすの日本を　担おうわれら」で終わる。
校歌の全容は公式サイトを確認されたし。

## 著名な卒業生
- 宇津木妙子（元全日本女子ソフトボールチーム監督、現国際ソフトボール連盟副会長）
- 山口晋（衆議院議員、元内閣官房長官秘書官）